# Dark Basin
Dark Basin est un groupe de pirates mercenaires découvert en 2017 par Citizen Lab. Ils sont soupçonnés d'avoir agi entre autres pour Wirecard ou ExxonMobil.

## Contexte
En 2015, Matthew Earl, travaillant pour ShadowFall Capital & Research, a commencé à étudier Wirecard AG dans l'espoir de les vendre à découvert. Wirecard venait d'annoncer l'achat de Great Indian Retail Group pour 254 millions de dollars, un prix qui semblait excessif à Earl. En février 2016, il dévoile publiquement ses découvertes sous le pseudonyme de Zatarra Research & Investigations, accusant Wirecard de corruption, de fraude et de blanchiment d'argent.
Peu de temps après, l'identité de Zatarra Research & Investigations est révélée en ligne, ainsi que des photos de surveillance d'Earl devant sa maison. Earl se rend rapidement compte qu'il est suivi. Des employés de Jones Day, un cabinet d'avocats représentant Wirecard, rendent visite à Earl et lui remettent une lettre, l'accusant de collusion, de complot, de diffamation, et de manipulation du marché. Earl a également commencé à recevoir des courriels d'hameçonnage ciblés, semblant provenir de ses amis et des membres de sa famille. Au printemps 2017, Earl partage ces courriels avec Citizen Lab, un laboratoire de recherche spécialisé dans le contrôle de l'information.

## L'enquête de Citizen Lab

### Découvertes initiales
Citizen Lab découvre que les attaquants utilisaient un raccourcisseur d'URL personnalisé qui permettait l'énumération , leur donnant accès à une liste de 28 000 adresses web. Certaines d'entre elles redirigeaient vers des sites Web ressemblant à Gmail, Facebook, LinkedIn, Dropbox ou divers webmails. Chaque page étant personnalisée avec le nom de la victime, demandant à l'utilisateur de saisir à nouveau son mot de passe.
Citizen Lab baptise ce groupe de hackers « Dark Basin » et identifie plusieurs catégories parmi les victimes:
- Des organisations environnementales américaines liées à la campagne #ExxonKnew[10]: La Fondation Rockefeller, le Climate Investigations Center, Greenpeace, le Center for International Environmental Law, Oil Change International, Public Citizen, la Conservation Law Foundation, l'Union of Concerned Scientists, M + R Strategic Services ou 350.org
- Des médias américains
- Des entreprises de gestion alternative, des vendeurs à découvert et des journalistes financiers
- Des banques et sociétés d'investissement internationales
- Des cabinets juridiques aux États-Unis, au Royaume-Uni, en Israël, en France, en Belgique, en Norvège, en Suisse, en Islande, au Kenya et au Nigéria.
- Des sociétés pétrolières et énergétiques
- Des oligarques d'Europe de l'Est, d'Europe centrale et de Russie
- Des personnes disposant de ressources suffisantes et impliquées dans des divorces ou d'autres questions juridiques

Compte tenu de la variété des cibles, Citizen Lab pense à une activité mercenaire. Le laboratoire de recherche confirme que certaines de ces attaques avaient porté leurs fruits.

### La piste indienne
Plusieurs indices ont permis à Citizen Lab d'affirmer avec une grande confiance que Dark Basin étaient basés en Inde.

#### Heures de travail
Les horodatages dans les e-mails d'hameçonnage de Dark Basin étaient cohérents avec les heures de travail en Inde, qui n'a qu'un seul fuseau horaire: UTC+5:30.